# Five Percent Nation
Five Percent Nation (nazione del cinque per cento), a volte indicata come la Nation of Gods and Earths o la Five Percenters, è un'organizzazione afroamericana fondata ad Harlem nel 1964 da Clarence 13X, un ex membro della Nation of Islam.

## Storia
Clarence 13X (Clarence Smith), ex studente di Malcolm X, lascia la Nation of Islam dopo una disputa con Elijah Muhammad sull'insegnamento di Elijah che l'uomo bianco era il diavolo, ma non insegnava che l'uomo nero era Dio. Clarence 13X divenne noto come Allah il Padre.
I membri del gruppo si chiamano cinque per cento di Allah, in riferimento al concetto che il 10% della popolazione mondiale conoscerebbe la verità sull'esistenza di Dio e che queste élite e i loro agenti avrebbero scelto di mantenere 85 % della popolazione nell'ignoranza e sotto il loro controllo. Il restante 5% conosce la verità e è determinato a illuminare l'85%.